# Hydroporus scalesianus
Hydroporus scalesianus là một loài bọ cánh cứng trong họ Bọ nước. Loài này được Stephens miêu tả khoa học năm 1828.

## Hình ảnh

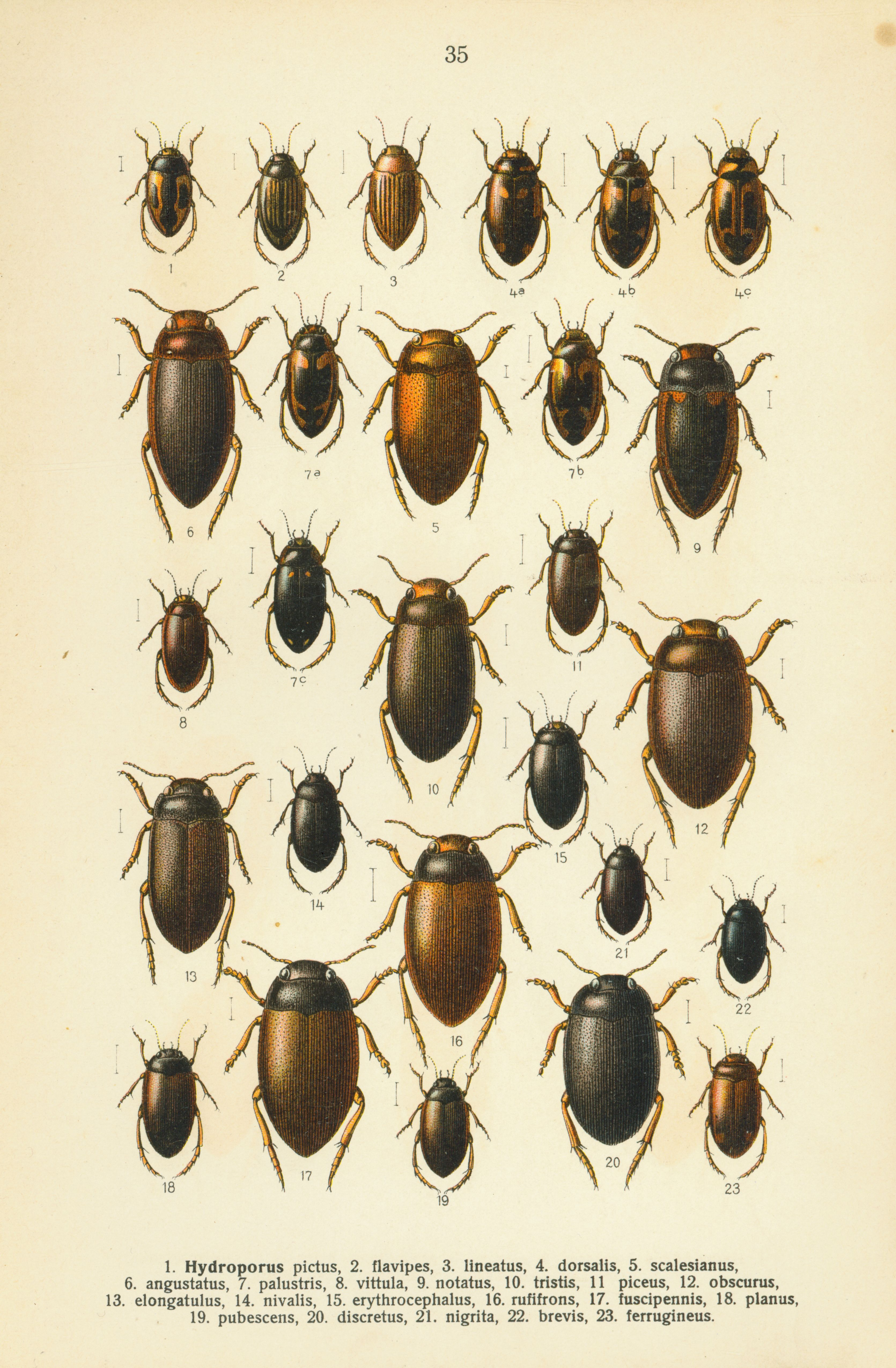